# Siger II d'Enghien
Siger II d'Enghien (ou Sohier), noble brabançon, seigneur d'Enghien, de Ramerupt et Lembeek, comte de Brienne (1360), Liches et Conversano, duc titulaire d'Athènes (1360), connétable de France après son oncle Gautier de Brienne, né en 1324, exécuté extrajudiciairement le 21 mars 1364.

## Biographie
Il était le troisième enfant de Gautier III d'Enghien et de la comtesse Isabelle de Brienne, héritière de son frère Gautier VI de Brienne. À la mort de son père survenue en décembre 1345, il devint seigneur d'Enghien, de Ramerupt et Lembeek et, en 1360, à la mort de sa mère, il hérita des titres de comte de Brienne, de Liches, de Conservano et duc titulaire d'Athènes. Il reçut la charge de connétable de France après le décès de son oncle Gautier VI de Brienne.
En 1361, il étendit ses possessions en achetant la terre de Bassilly à Marie de Braine(-le-Comte). Il multiplia les conflits avec le comte de Flandre-Hainaut et fut capturé à Baisieux. Maintenu prisonnier au Quesnoy, il finit par être exécuté par décapitation en représailles sur ordre d'Albert de Bavière.

### Son assassinat, uncasus belli
En 1348, plénipotentiaire du Comte de Flandre, Louis de Male, Siger II traite avec les Anglais. Ses positions, trop en faveur d'Édouard III déplurent à Louis de Male dont il devait pourtant être l'ambassadeur. En 1350, le bruit se répand que Siger aurait fomenté un complot pour faire occire le comte et la comtesse de Flandre. Édouard III, dans un avis rendu à Westminster le 8 mai 1351, le blanchit de tous soupçons. Le Roi d'Angleterre intervient également pour apaiser les esprits. Il envoie un courrier adressé à son cher cousin, Louis de Male. À cette époque, Édouard III revendique le Hainaut. Le comte de Hainaut, Albert Ier de Hainaut éprouvant maintes difficultés pour asseoir son autorité en Hainaut et s'étant rendu coupable de bien des exactions à l'égard de ses vassaux décide de faire enlever, de nuit, Siger II d'Enghien, trop proche des velléités du Roi d'Angleterre. Conduit au Quesnoy, il sera décapité le 21 mars 1364. Certains nobles hennuyers s'allient au comte de Flandre qui répond à la supplique des frères de Siger d'Enghien de venger son assassinat dans le sang. C'est la guerre en Hainaut (1365). Le 26 juillet 1365 Albert de Hainaut demande à ses plus fidèles lieutenants de se tenir prêts au combat. Son armée sera défaite entre Enghien et Hoves. Les Flamands de Louis de Male déferlent sur le Hainaut. Soignies est notamment incendiée à cette époque.
Quatre seigneurs étaient soupçonnés d'avoir été les bras armés de la mort de Siger II d'Enghien ; ils sont mentionnés dans la sentence arbitrale de 1366 : « les quatre chevaliers soupçonnés de la mort du seigneur d'Enghien, savoir: Jean, sire de Werchin, sénéchal de Hainaut; Baudry, sire de Roisin; Gérard, sire de Ville, et Gilles d'Escaussines, sire de Reusne, s'en expurgeront par serment en présence du duc Albert de Bavière, des ducs et duchesse de Brabant et autres personnes qu'ils voudront, ce que, en cas de refus, celui ou ceux qui n'auront pas fait le serment seront exclus de la paix ».
Cette guerre civile qui embrasa le Hainaut dès 1365, se termina en 1376, par l’obligation faite à Albert de Bavière de fonder une messe dans l’église du Quesnoy au bénéfice du repos de l’âme du Sire exécuté, ainsi que de fournir une indemnité pécuniaire à ses orphelins.

## Unions et descendance
Il épousa Jeanne de Condé dite Morialmé, fille de Robert de Condé et d'Isabele de Hénin, et eut :
- Gautier IV d'Enghien (1360 - 18 juillet 1381), seigneur d'Enghien, comte de Brienne et de Conversano. Il signa les chartes de Cortenbergh en 1372[7].

Avec sa maîtresse Élisabeth van Lière, il eut aussi :
- Colart d'Enghien (1346-1398) ;
- Gautier d'Enghien ;
- Jean d'Enghien (mort le 3 décembre 1393) ;
- Gérard d'Enghien (mort le 18 juillet 1381).

## Armes et devises
Leurs armes se blasonnent ainsi : Gironné de sable et d'argent de dix pièces, chaque giron de sable chargé de trois croix recroisettées au pied fiché d'or.
La maison d'Enghien avait pour cri de ralliement Enghien au seigneur.

### Sources
- (nl) Cet article est partiellement ou en totalité issu de l’article de Wikipédia en néerlandais intitulé « Zeger II van Edingen » (voir la liste des auteurs).

- Fondation pour la généalogie médiévale (en anglais) ;
- Heraldus ;
- Etienne Pattou .